# Rimmel
Rimmel (thường được gọi là Rimmel London) là một nhãn hiệu mỹ phẩm do Anh sản xuất, hiện nay thuộc sở hữu của Coty, Inc.. Cơ sở của Rimmel được Eugène Rimmel thành lập vào năm 1834 tại Phố Regent, Luân Đôn, Anh.
Trong một năm mở cửa, Eugène Rimmel đã tạo ra nhiều sản phẩm trang điểm bao gồm cả mascara nổi tiếng của ông, làm cho thuật ngữ 'rimmel' được sử dụng mang nghĩa 'mascara' trong nhiều thứ ngôn ngữ Địa Trung Hải. Với thành công sáng tạo đối với sản phẩm này, Rimmel London bắt đầu sản xuất các sản phẩm trang điểm, bao gồm cả pomade và nước súc miệng. Hôm nay, Rimmel London là một trong những nhà sản xuất đồ trang điểm nổi tiếng nhất thế giới.

## Marketing
Phương châm của công ty Rimmel là "Live the London Look". Trong quá khứ, Rimmel đã được mẫu hóa bởi Holly Willoughby của ITV. Khuôn mặt của Rimmel là Kate Moss, cùng với Sophie Ellis-Bextor, Lily Cole và Ayumi Hamasaki. Tháng 10 năm 2009, Jerry Hall, con gái của Mick Jagger, Georgia May Jagger và siêu mẫu Canada Coco Rocha đã được thông báo sẽ tham gia vào đội hình của nữ phát ngôn Rimmel London. Trong vài ngày kể từ khi phát hành chiến dịch đầu tiên của Rocha, Rimmel thông báo rằng họ đã ký hợp đồng với Zooey Deschanel, Solange Knowles và Alejandra Ramos Munoz sẽ giúp nhãn hiệu ra mắt thị trường toàn cầu. Vào năm 2013, Rimmel thông báo hợp tác của họ với ca sĩ người Anh, Rita Ora, cho các bộ sưu tập đồ trang điểm. Năm 2016, Rimmel chọn tên người mẫu người Anh, Cara Delevingne, là một trong những gương mặt thương hiệu của họ.
Các quảng cáo có tính năng Jagger và Moss đã bị cấm trên tạp chí và truyền hình Anh sau khi Cơ quan Tiêu chuẩn Quảng cáo cho biết chúng gây hiểu nhầm vì quảng cáo sử dụng lông mi giả.

## Thị trường quốc tế
Các sản phẩm Rimmel có tại các hiệu thuốc và siêu thị ở Hungary, Argentina, Australia, Áo, Belarus, Bahrain, Bỉ, Canada, Trung Quốc, Croatia, Czech, Đan Mạch, Estonia, Phần Lan, Pháp, Đức, Indonesia, Ireland, Italy, Nhật Bản, Latvia, Litva, Malta, México, Hà Lan, Na Uy, Ba Lan, Bồ Đào Nha, Romania, Nga, Ả Rập Xê Út, Qatar, Slovakia, Nam Phi, Hàn Quốc, Tây Ban Nha, Vương quốc Liên hiệp, Ukraine và Hoa Kỳ.